# Narcélio Mendes Ferreira
Narcélio Mendes Ferreira foi um político brasileiro do estado de Minas Gerais. Foi deputado estadual de Minas Gerais por quatro legislaturas consecutivas, da 7ª à 10ª legislatura (1967 - 1987), sendo eleito pela ARENA e pelo PDS (último mandato).